# Vasily Pavlovich Mishin
Vasily Pavlovich Mishin (tiếng Nga: Васи́лий Па́влович Ми́шин) (18 tháng 1 năm 1917 - 10 tháng 10 năm 2001) là một kỹ sư người Liên Xô và là nhà tiên phong trong lĩnh vực tên lửa. Ông được biết đến chủ yếu vì trong thời gian ông lãnh đạo OKB-1, dự án tên lửa đẩy N-1 không thành công, 4 lần phóng tên lửa đều thất bại, dẫn đến thất bại của Liên Xô trong cuộc chạy đua vào vũ trụ với Hoa Kỳ.
Mishin sinh ra ở Byvalino, Bogorodsky Uyezd của Vùng Moscow của Đế quốc Nga. Ông từng theo học toán tại Học viện Hàng không Moscow. 
Mishin là một nhà khoa học tên lửa Liên Xô và là một trong những chuyên gia Liên Xô đầu tiên xem xét tên lửa V-2 của Đức Quốc xã vào cuối Thế chiến II, cùng với những người khác như Sergey Korolev và Valentin Glushko.
Mishin làm việc cùng với Korolev và tham gia các dự án phát triển ICBM, chương trình Sputnik và chương trình Vostok. Ông trở thành người đứng đầu bộ phận thiết kế và sau đó là đứnddaauaf OKB-1 sau khi Korolev qua đời vào năm 1966 trong cuộc phẫu thuật cắt bỏ khối u ruột kết. Ông kế thừa dự án tên lửa đẩy N-1, là chương trình phát triển tên lửa đẩy để đưa người hạ cánh lên Mặt trăng, tuy nhiên dự án thất bại (Phần lớn là do nguồn kinh phí không đủ).
Dự án tên lửa đẩy N-1 bắt đầu được phát triển từ 14/11/1956, trước khi Mishin làm lãnh đạo OKB-1 một thập kỷ. Dự án được chọn để chế tạo tên lửa cho nhiệm vụ đưa người lên Mặt trăng, với yêu cầu thiết kế là đưa một khoang nặng chín mươi lăm tấn lên quỹ đạo lớn hơn so với yêu cầu thiết kế ban đầu. Khi tên lửa đẩy N-1 mới bắt đầu được phát triển, người ta đặt ra yêu cầu về tải trọng mang theo của tên lửa là hơn năm mươi và sau đó là lên tới bảy mươi lăm tấn. Dưới thời Korolev còn làm lãnh đạo OKB-1, người ta đã bắt đầu có tiền lệ là bỏ qua phần lớn các thử nghiệm mặt đất. Theo Korolev, việc làm này là do các cơ sở thử nghiệm dưới mặt đất bị thiếu kinh phí tài trợ, các lần phóng thử tên lửa vũ trụ sẽ diễn ra sớm hơn do bỏ qua các yếu tố an toàn. Nếu như Mishin tiến hành các thử nghiệm trước khi phóng tên lửa đẩy thì có lẽ các thất bại trong những lần phóng tên lửa đẩy của ông đã có thể tránh được. Để xử lý các lỗi động cơ, Mishin phát triển hệ thống KORD. Để tránh cho tên lửa bay không ổn định do lực đẩy không cân bằng gây ra bởi một động cơ bị trục trặc, động cơ bị lỗi và động cơ đối diện với nó trong bệ tên lửa sẽ bị tắt. KORD cũng sẽ thực hiện các tính toán cần thiết để bù đắp lực đẩy cho các động cơ bị thiếu, cho phép duy trì một đường bay ổn định.
Tên lửa đẩy N-1, mặc dù là không thể thiếu cho dự định đưa người lên Mặt trăng của Liên Xô, nhưng nó đã không bao giờ phóng thử thành công. Lần phóng thử nghiệm đầu tiên diễn ra vào ngày 3 tháng 2 năm 1969, đã có vấn đề về mối hàn bên trong tên lửa dẫn đến hỏa hoạn trong một phút. Tuy nhiên, nó đã chứng tỏ hệ thống KORD hoạt động thành công cũng như việc triển khai hệ thống phóng thoát hiểm an toàn đúng như thiết kế. Lần phóng thứ hai, vào ngày 3 tháng 7, động cơ trục trặc vài giây sau khi đánh lửa, khiến tên lửa rơi trở lại bệ phóng và tạo ra thiệt hại đáng kể. Lần phóng N-1 thứ ba diễn ra vào ngày 22 tháng 6 năm 1971, sau khi các cải tiến đã được thực hiện đối với hệ thống KORD, hệ thống cáp và máy bơm nhiên liệu, đồng thời bổ sung hệ thống chữa cháy và bộ lọc. Trước khi phóng, các động cơ riêng lẻ được kiểm tra thêm và bệ phóng đã được sửa chữa. Lần đầu tiên cả ba mươi động cơ của tầng tên lửa thứ nhất kích hoạt thành công cùng lúc. Khi tất cả các động cơ cùng hoạt động, nó đã tạo ra xoáy cuộn cao bất ngờ (dọc theo trục của lực đẩy), vượt quá sức mạnh của động cơ vernier, vốn được thiết kế để giữ cho việc phóng tên lửa được ổn định. Đây là một lỗi lẽ ra đã có thể được ngăn chặn nếu như tiến hành các thử nghiệm mặt đất trước khi phóng tên lửa.
Đối với lần phóng thử thứ tư và cũng sẽ trở thành lần phóng thử cuối cùng của N1, người ta đã tiến hành các cải tiến tiếp theo, bao gồm bổ sung bốn động cơ vernier, cùng tấm chắn nhiệt bổ sung cho các bộ phận bên trong, hệ thống điều khiển kỹ thuật số mới và các cảm biến bổ sung được ghép nối với hệ thống rơ le tốc độ cao. Lần phóng thử nghiệm diễn ra vào ngày 23 tháng 11 năm 1972, với kế hoạch bay được Mishin phê duyệt là quay quanh Mặt trăng bốn mươi hai lần, bao gồm cả chụp ảnh các địa điểm hạ cánh tàu có người lái dự kiến, trước khi quay trở lại Trái đất vào ngày 4 tháng 12. Tên lửa có khả năng bay xa hơn những lần phóng thử trước đó, nhưng ngay trước khi giai đoạn đầu là tách ra, một động cơ bị bốc cháy và gây nổ toàn bộ cấu trúc tên lửa sau khi hệ thống thoát hiểm hoạt động.
Mặc dù là một kỹ sư có nhiều kinh nghiệm về tên lửa nhưng Mishin lại không phải là một nhà quản lý giỏi. Ông thường hay bị đổ lỗi cho sự thất bại của chương trình đưa người lên Mặt trăng của Liên Xô, và bị trỉ trích vì ông hay uống rượu. Ông được Thủ tướng Liên Xô Nikita Khrushchev nhận xét là "không có các ý tưởng dù chỉ là nhỏ nhất về việc làm thế nào để quản lý được hàng nghìn người, cũng như không đủ trình độ lãnh đạo Viện thiết kế để có thể hoạt động hiệu quả"
Tháng 5/1967, Yuri Gagarin và Alexei Leonov công khai chỉ trích sự nhận thức kém của Mishin về tàu vũ trụ Soyuz và về cách thức nó vận hành, cùng với sự thiếu hợp tác của ông trong khi làm việc với các phi hành gia trong các chuyến bay và huấn luyện. Ông cũng là người bị chỉ trích trong vụ tan nạn của tàu Soyuz 1, mà đã giết chết phi hành gia Vladimir Komarov. Leonov miêu tả Mishin là một người "hay do dự, thiếu sức hấp dẫn, kém trong việc đưa ra quyết định, quá miễn cưỡng chấp nhận rủi ro và tồi trong việc quản lý các phi hành gia vũ trụ" Các thất bại khác trong thời kỳ Mishin làm lãnh đạo là cái chết của phi hành đoàn tàu Soyuz 11, mất ba trạm không gian và lỗi máy tính xảy ra trên bốn tàu thăm dò Sao Hỏa.
15/5/1974, khi đang trong bệnh viện, Mishin đã bị thay thế bởi Valentin Glushko, sau khi bốn lần phóng thử N-1 thất bại.
Sau này, ông tiếp tục tham gia công tác giảng dạy và nghiên cứu với tư cách là trưởng khoa tên lửa của Đại học hàng không Moscow.
Vasily Mishin được trao tặng Anh hùng lao động Xã hội Chủ nghĩa Liên Xô vì những đóng góp của ông trong chương trình không gian của Liên Xô.
Ông qua đời tại Moscow vào ngày 10/10/2001, ở tuổi 84.
Cuốn hồi ký của ông, chứa đựng các thông tin về chương trình không gian từ năm 1960 đến năm 1974, đã được mua lại bởi Quỹ Perot vào năm 1993. Năm 1997 một phần nhỏ trong bộ sưu tập này đã được tặng cho Bảo tàng Hàng không và Không gian Hoa Kỳ để trưng bày, và năm 2004, các bản sao đã được tặng cho NASA.

## Sách
- "Rockets and people" – B. E. Chertok, M: "mechanical engineering", 1999. ISBN 5-217-02942-0 (bằng tiếng Nga)
- "Testing of rocket and space technology - the business of my life" Events and facts - A.I. Ostashev, Korolyov, 2001.;
- A.I. Ostashev, Sergey Pavlovich Korolyov - The Genius of the 20th Century — 2010 M. of Public Educational Institution of Higher Professional Training MGUL ISBN 978-5-8135-0510-2.
- "Bank of the Universe" - edited by Boltenko A. C., Kiev, 2014., publishing house "Phoenix", ISBN 978-966-136-169-9
- Vasily Mishin //Family history
- "S. P. Korolev. Encyclopedia of life and creativity" - edited by C. A. Lopota, RSC Energia. S. P. Korolev, 2014 ISBN 978-5-906674-04-3
- "Russia interrupted flight" - Ivanchenko Y. C.,M., 2010 publishing house "Restart",
- "We grew hearts in Baikonur" - Author: Eliseev V. I. M: publisher OAO MPK in 2018, ISBN 978-5-8493-0415-1
- "Space science city Korolev" - Author: Posamentir R. D. M: publisher SP Struchenevsky O. V., ISBN 978-5-905234-12-5